# Vladímir Nabokov
Vladímir Vladímirovich Nabókov (Влади́мир Влади́мирович Набóков en ruso; San Petersburgo, 22 de abril de 1899-Montreux, 2 de julio de 1977), conocido como Vladímir Nabókov, fue un escritor, traductor, entomólogo (lepidopterólogo) y profesor ruso, nacionalizado estadounidense y suizo.
Escribió sus primeros escritos en ruso, pero se hizo mundialmente conocido como escritor por sus novelas en inglés, especialmente por Lolita (1955), un retrato de la sociedad estadounidense a través de la metáfora del viaje, en cuya trama un hombre de mediana edad se enamora de una niña de doce años y sostiene una relación con ella. Además de novelas, escribió cuentos y poemas y fue conocido por sus significativas contribuciones al estudio de los lepidópteros y la creación de problemas de ajedrez.

## Biografía

### Infancia

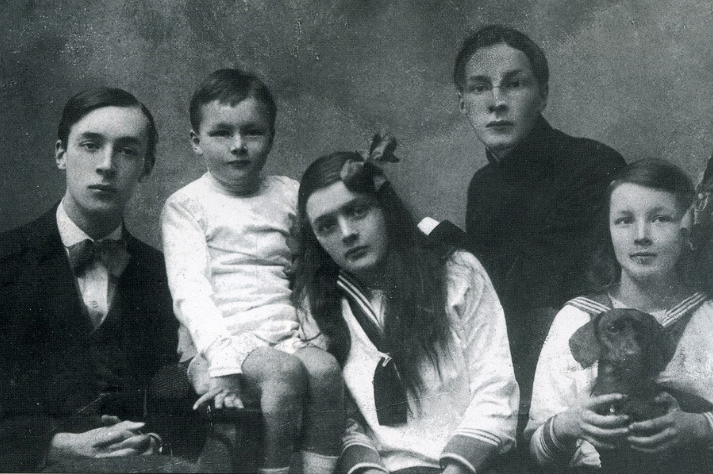
Los hermanos Nabókov: Vladímir, Kiril, Olga, Serguéi y Yelena (de izda. a dcha.), 1918

Vladímir Vladímirovich Nabókov nació el 22 de abril de 1899 en San Petersburgo, Imperio ruso. Era el mayor de los hijos de Vladímir Dmítrievich Nabókov y Yelena Ivánovna Rukavíshnikova, una familia rica y aristocrática de San Petersburgo. La familia hablaba ruso, inglés y francés, por lo que Nabókov fue trilingüe desde muy temprana edad. De hecho, aprendió a leer y a escribir en inglés antes que en ruso. En 1919, la familia se exilió en Reino Unido por temor a los bolcheviques y Nabókov ingresó en la Universidad de Cambridge. En 1922, se trasladó a Alemania, donde su padre fue asesinado por Piotr Shabelsky-Bork y Sergey Taboritsky mientras intentaba proteger a Pável Miliukov, líder del Partido Democrático Constitucional.

### Carrera

#### Como escritor

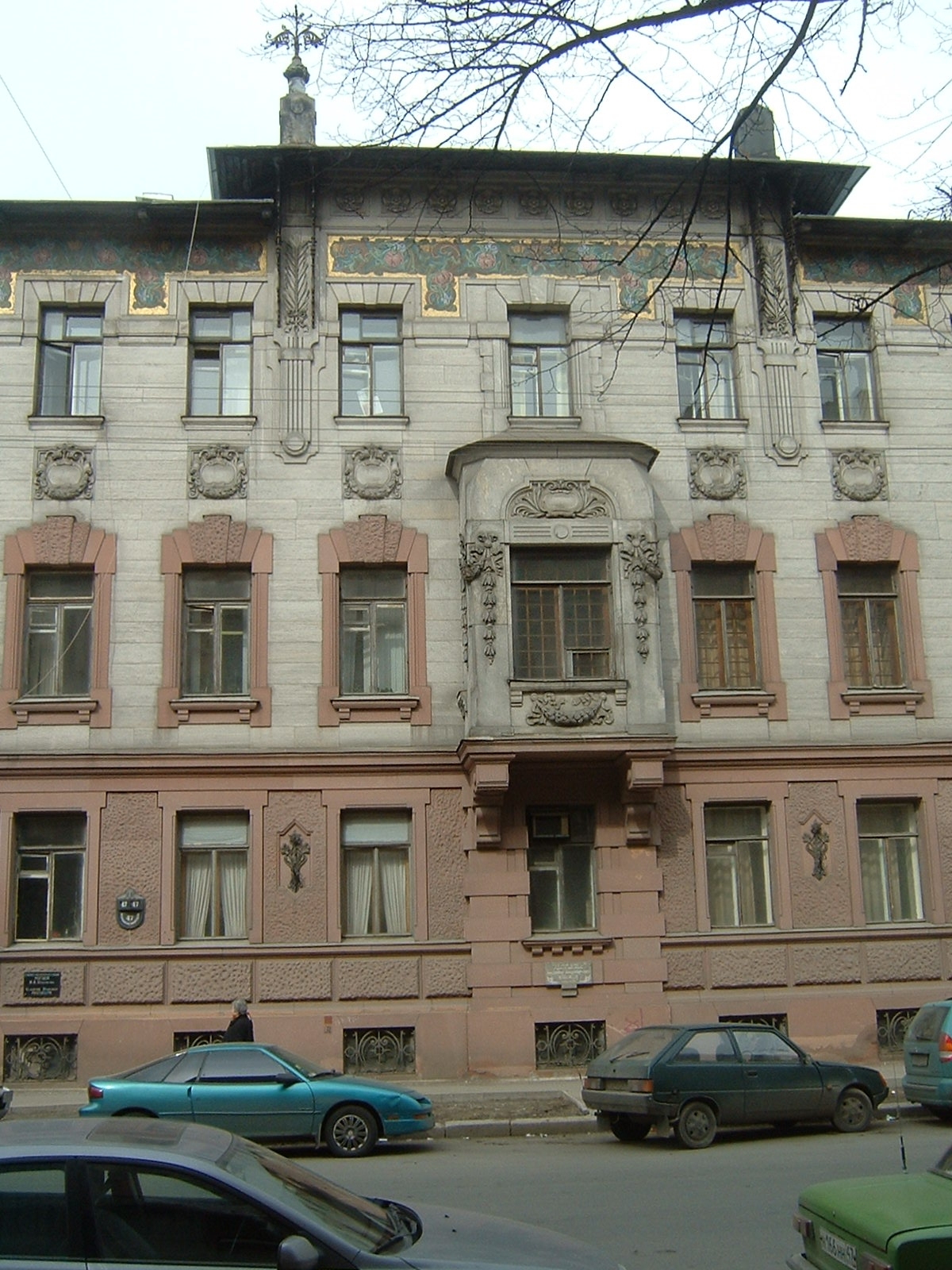
Casa de San Petersburgo (Rusia) en la que Nabókov nació y vivió sus primeros 18 años de vida.

En 1940, Nabókov salió de Francia y se fue a los Estados Unidos huyendo de la Segunda Guerra Mundial. Su hermano Serguéi murió en el campo de concentración de Neuengammeen la Alemania nazi en 1945 por ser homosexual.
Los primeros textos de Nabókov fueron escritos en ruso, pero alcanzó el reconocimiento internacional por sus textos en lengua inglesa. Por esta circunstancia fue comparado con el polaco Joseph Conrad, que también escribió su obra en inglés. Sin embargo, hay quien dice que esta comparación está de más, pues Conrad no escribió nunca un texto literario en su lengua materna, el polaco. Nabókov, en cambio, también rechazó esa comparación, pero por razones estéticas. Fue un cultivador de la autotraducción; tradujo muchas de sus obras primerizas al inglés, a veces en colaboración con su hijo Dmitri. Su formación trilingüe tuvo una profunda influencia sobre su arte. Él mismo describía metafóricamente la transición de una lengua a otra como el lento viaje nocturno de un pueblo a otro con tan solo una vela para iluminarse.
Nabókov fue famoso por sus argumentos complejos, sus inteligentes juegos de palabras y su uso de la aliteración. Obtuvo fama y notoriedad con su novela Lolita (1955), que trata de la pasión consumada de un hombre adulto por una niña de doce años. Esta y sus otras novelas, especialmente Pálido fuego (1962) y, sobre todo, Ada o el ardor (1969), le proporcionaron un lugar entre los grandes novelistas del siglo XX.

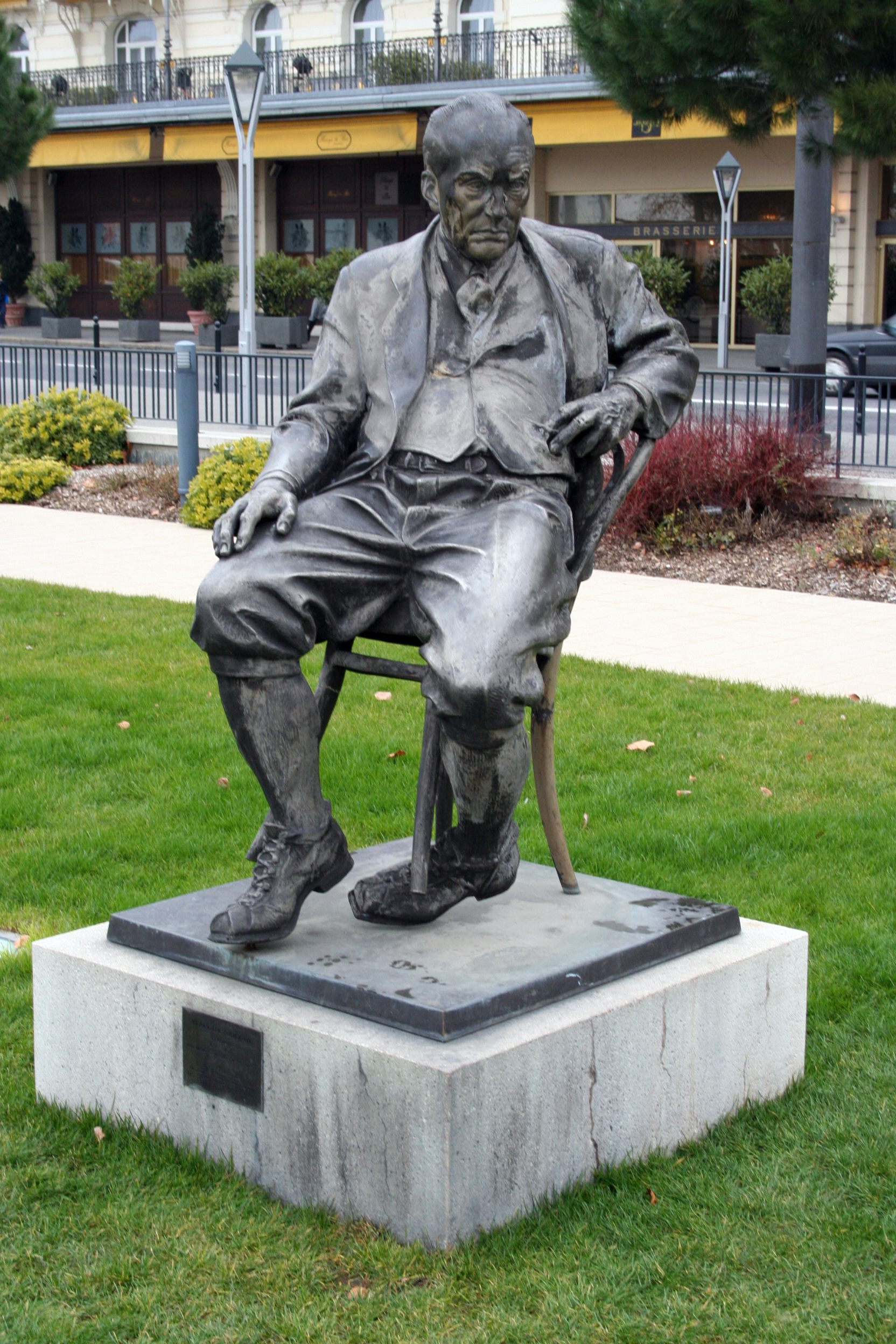
Monumento a Nabókov en Montreux (Suiza).

La estatura de Nabókov como crítico literario se basa principalmente en su traducción al inglés y comentario en cuatro volúmenes del Eugenio Oneguin de Aleksandr Pushkin. El comentario termina con un apéndice titulado Notes on Prosody, que es altamente valorado.
La traducción de Nabókov fue el tema de una agria polémica con Edmund Wilson y otros críticos, al haber trasladado lo que era una novela en verso en una prosa no rimada.
Las conferencias sobre literatura de Nabókov revelan también sus controvertidas ideas sobre el arte. Creía firmemente que las novelas no deberían buscar lo didáctico, y que los lectores deberían buscar no solo empatizar con los personajes sino una apreciación estética a través de la atención a los detalles de estilo y estructura. Detestaba las ideas habituales sobre novela; al hablar sobre el Ulises de James Joyce, por ejemplo, insistía a sus alumnos en que tuviesen a mano un mapa de Dublín para seguir las peripecias de los personajes, antes que hablarles sobre la compleja historia irlandesa que muchos críticos creen ver como esencial para comprender la novela.
Sus detractores le reprochan el ser un esteta y su excesiva atención al lenguaje y al detalle antes que al desarrollo del carácter de los personajes.

##### Obra inédita
En abril de 2008, Dmitri Nabókov, hijo y albacea literario del escritor, comunicó a la prensa su decisión de publicar una novela inconclusa de su padre. El manuscrito, titulado The Original of Laura, consta de 138 fichas, el equivalente de unas 30 páginas manuscritas. A su muerte, Nabókov había dejado instrucciones para que el manuscrito fuera destruido; su viuda Vera Nabókova, sin embargo, optó por conservarlo.

#### Como entomólogo
Su carrera como entomólogo también fue muy destacada; acumuló durante toda su vida una gran colección de insectos. En la década de 1940 estuvo a cargo de la colección de mariposas de la Universidad Harvard. El género Nabokovia fue nombrado en su honor, así como el de otras mariposas, especialmente las de los géneros Madeleinea y Pseudolucia.

## Obras

### Novelas
- Machenka, 1926 (Машенька), novela
- Rey, Dama, Valet, 1927-1928 (Король, дама, валет), novela
- La defensa de Luzhin, 1929-1930 (Защита Лужина), novela
- El ojo, 1930 (Соглядатай), novela corta
- La hazaña, 1932 (Подвиг), novela corta
- Cámara oscura, 1932 (Камера обскура), novela
- Desesperación, 1936 (Отчаяние), novela corta
- La dádiva, 1937-1938 (Дар), novela
- La invitación a la ejecución, 1938 (Приглашение на казнь), novela
- Risa en la oscuridad, 1938 (Laughter in the Dark)
- La verdadera vida de Sebastian Knight, 1941 (The Real Life of Sebastian Knight), novela
- Barra siniestra, 1947, (Bend Sinister), 1947, novela
- Lolita, 1955, novela
- Pnin, 1957, novela
- Pálido fuego, 1962 (Pale fire), novela
- Ada o el ardor, 1969 (Ada or Ardor: A Family Chronicle), novela
- Cosas transparentes (Transparent Things), 1972, novela
- ¡Mira los arlequines! (Look at the Harlequins!), 1974, novela[7][11]

### Cuentos
- Regreso de Chorb, 1930 (Возвращение Чорба), colección de cuentos
- El hechicero, 1939 (Волшебник), cuento
- La primavera en Fialta, 1956 (Весна в Фиальте), colección de cuentos
- Una belleza rusa, 1973 (A Russian Beauty and Other Stories), colección de cuentos

### Teatro
- La invención de Vals, 1938 (Изобретение Вальса), drama

### Autobiografía
- Las otras orillas, 1954 (Другие берега), autobiografía
- Habla, memoria, 1967 (Speak, Memory. An Autobiography Revisited), autobiografía

### Crítica literaria
- Curso de literatura europea (crítica literaria)
- Curso de literatura rusa (crítica literaria)
- Curso sobre El Quijote (crítica literaria)

### Misceláneas
- Opiniones contundentes (entrevistas), 1973
- El original de Laura (The Original of Laura), 1975-1977 (publicada en noviembre de 2009) *Maqueta para una novela. Escrita en tarjetas.
- Sueños de un insomne. 2019. ISBN 978-84-949725-4-6.

## Política y opiniones

### Política rusa
```
Rusia siempre ha sido un país curiosamente desagradable a pesar de su gran literatura. Desgraciadamente, los rusos de hoy han perdido por completo la capacidad de matar tiranos.
- Vladímir Nabókov
[
12
]
:
 
21
 
```

Nabókov era un liberal clásico, en la tradición de su padre, un estadista liberal que sirvió en el Gobierno provisional ruso tras la Revolución de Febrero de 1917 como miembro del Partido Democrático Constitucional. En Habla, memoria, Nabókov relataba con orgullo las campañas de su padre contra el despotismo y su firme oposición a la pena capital. Nabókov se autoproclamaba "ruso blanco", y fue, desde sus inicios, un firme opositor al gobierno soviético que llegó al poder tras la Revolución bolchevique de octubre de 1917. En un poema que escribió siendo adolescente en 1917, describió a los bolcheviques de Lenin como "gente gris de trapo".
A lo largo de su vida, Nabókov mantendría su compromiso con la filosofía política liberal clásica de su padre, y se opuso por igual a la autocracia zarista, al comunismo y al fascismo.: 24–36 
El padre de Nabókov, Vladímir Dmítrievich Nabókov, fue el más abierto defensor de los derechos de los judíos en el Imperio ruso, continuando una tradición familiar que había sido liderada por su propio padre, Dmitri Nabókov, quien como Ministro de Justicia bajo el zar Alejandro II había bloqueado con éxito la aprobación de medidas antisemitas por parte del Ministro del Interior. Esa tensión familiar continuaría en Vladímir Nabókov, que denunció ferozmente el antisemitismo en sus escritos, y en la década de 1930 Nabókov pudo escapar de la Alemania de Hitler sólo con la ayuda de emigrantes judíos rusos que aún tenían recuerdos agradecidos de la defensa de los judíos por parte de su familia en la época zarista.: 24 
Cuando en 1969 le preguntaron si le gustaría volver a visitar la tierra de la que había huido en 1918, ahora la Unión Soviética, respondió: "No hay nada que ver. Las nuevas casas de vecindad y las viejas iglesias no me interesan. Los hoteles son terribles. Detesto el teatro soviético. Cualquier palacio de Italia es superior a las repintadas moradas de los zares. Las cabañas de las aldeas del interior prohibido son tan lamentablemente pobres como siempre, y el desdichado campesino azota su miserable caballo de tiro con el mismo miserable entusiasmo. En cuanto a mi especial paisaje septentrional y a los rincones de mi infancia, no quisiera contaminar las imágenes que conservo en mi mente".: 148 

### Política estadounidense
En la década de 1940, como emigrado en Estados Unidos, Nabókov subrayaría la conexión entre la democracia liberal estadounidense e inglesa y las aspiraciones del efímero gobierno provisional ruso. En 1942, declaró: "La democracia es la humanidad en su máxima expresión... es la condición natural de todo hombre desde que la mente humana adquirió conciencia no sólo del mundo, sino de sí misma". Durante la década de 1960, tanto en cartas como en entrevistas, revela un profundo desprecio por los movimientos de la Nueva Izquierda, describiendo a los manifestantes como "conformistas" y "rufianes bobalicones".: 139  En una entrevista de 1967, Nabókov declaró que se negaba a relacionarse con partidarios del bolchevismo o de la autocracia zarista, pero que tenía "amigos entre los intelectuales monárquicos constitucionales, así como entre los intelectuales socialrevolucionarios". Nabókov apoyó la guerra de Vietnam y expresó su admiración por los presidentes Lyndon B. Johnson y Richard Nixon. El racismo contra los afroamericanos horrorizaba a Nabókov, que utilizó el origen multirracial de Aleksandr Pushkin como argumento contra la segregación.

### Opinión sobre las escritoras

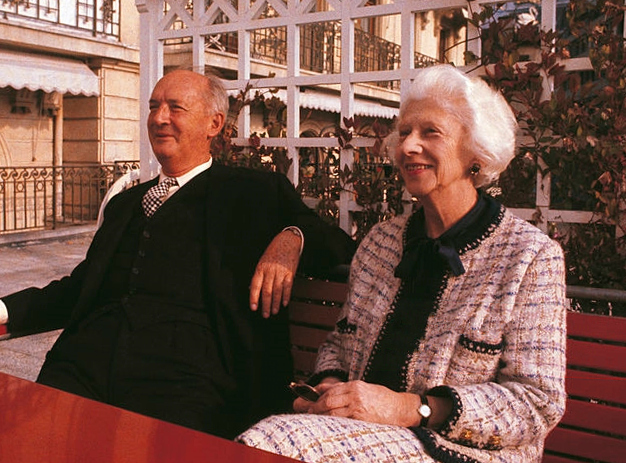
Vera y Vladímir Nabókov. Montreux, 1969

Vera Nabókova, la esposa de Nabókov, fue su mayor apoyo y le ayudó durante toda su vida, pero Nabókov admitió tener "prejuicios" contra las escritoras. Escribió a Edmund Wilson, que le había hecho sugerencias para sus conferencias: "No me gusta Jane Austen y, de hecho, tengo prejuicios contra todas las escritoras. Están en otra clase". Pero tras releer Mansfield Park, de Austen, cambió de opinión y la enseñó en su curso de literatura; también alabó la obra de Mary McCarthy y describió a Marina Tsvetáyeva como una "poeta de genio" en Habla, memoria.: 274  Aunque Vera trabajó como su traductora y secretaria personal, hizo público que su traductor ideal sería un hombre, y sobre todo no una "mujer nacida en Rusia". En el primer capítulo de Gloria atribuye los prejuicios similares del protagonista a las impresiones que le causaron escritoras infantiles como Lidia Chárskaya.

## En la cultura popular
La canción Don't Stand So Close to Me publicada en 1980 en el álbum Zenyatta Mondatta del grupo británico The Police, hace referencia a Nabókov en su letra: "Just like the old man in that book by Nabokov". La mención, alude a la novela Lolita, publicada en 1955.

## Eponimia
El asteroide (7232) Nabokov fue nombrado así por este escritor.